# 第一薬科大学
第一薬科大学（だいいちやっかだいがく、英語: Daiichi University of Pharmacy）は、福岡県福岡市南区に本部を置く私立大学。1960年大学設置。大学の略称は一薬（いちやく）。

## 概観

### 大学全体
- キャンパスは福岡市南区玉川町にあり、第一薬科大学付属高等学校と隣接している。また、すぐそばに系列校の福岡第一高等学校がある。薬剤師国家試験の試験会場にもなっており、地理的には福岡市中心部に近く交通の便も良い。設置者は日本薬科大学と同じ学校法人都築学園である。ちなみに横浜薬科大学も関連法人（学校法人都築第一学園）に属しておりグループ校である。

### 建学の精神
- 「個性の伸展による人生練磨」
  - 大学名に冠している“第一”は、第一義諦（究極的・絶対的な真理を意味する仏教用語）の第一に由来し、個性を第一義的特性としてとらえ、内在する個性を教育により可能な限り多く引き出し、伸展させたいとの創設者の思いを表している。この理念は1956年に創設された福岡第一高等学校に始まり、1960年に創設された同学にも受け継がれることとなった。ただし、大学教育では「個性」を「専門性」と位置づけており、専門性に集中・特化した教育を基本としている。
- 「天寿を全とうせしめるものは薬の力である。生命の根元に培うものは薬学の使命である。教育は社会進化の源泉である。ここに第一薬科大学を開き人類の福祉と学術の深化、文化の向上を祈念する。」

## 沿革

### 略歴
- 1956年に学校法人高宮学園を創立した都築賴助・貞枝夫妻によって、1960年に設立された。

### 年表
- 1956年 学校法人高宮学園設立認可
- 1959年 第一薬科大学設置認可（薬学部薬学科）
- 1960年 第一薬科大学開学（薬学部薬学科）
- 1961年 入学定員増認可
- 1963年 清心寮（女子寮鉄筋4階建）竣工
- 1966年 入学定員増認可。薬学部製薬学科設置認可
- 1967年 新館完成。薬学部製薬学科開設。薬学科を薬剤学科に改組。旧本館増改築
- 1976年 入学定員増認可（薬剤学科160名、製薬学科100名）
- 1976年 東館竣工
- 1978年 研究実習棟竣工
- 1980年 学校法人都築高宮学園に改称
- 1982年 図書館拡張整備、薬用植物園温室完成
- 1982年 推薦入学制実施
- 1984年 都築記念館竣工
- 1985年 学校法人都築学園に改称。都築高宮学園総合グランド竣工
- 1986年 都築学園記念厚生会館竣工
- 2003年 附属ハッチェリー薬局開局
- 2006年 薬剤学科、薬学部製薬学科の2学科を統合し、定員173名の薬学部薬学科（6年制）へ移行
- 2008年 実務実習教育センター完成
- 2009年 学園祭である「薬大祭」が復活
- 2010年 創立50周年記念講演会開催（卒業生の九州大学薬学部教授らが講演）
- 2016年 薬学部薬学科の入学定員173のうち60名を減じ、薬学部に漢方薬学科（定員60名・6年制）を設置
- 2020年 創立60周年。看護学部看護学科（定員80名・4年制）を設置
- 2021年 大学院薬学研究科薬学専攻（博士課程）を設置
- 2022年 薬学部に4年制の薬科学科（医療データ科学専攻・生命医科学専攻）を開設

## 大学データ

### 所在地
- 福岡市南区玉川町22番1号

### 運営母体
- 学校法人都築学園

### 創立者
- 都築賴助 (1903年8月3日-1972年10月28日)
  - 学園創設者。徳島県美馬郡美馬町（現・美馬市）生まれ。
  - 九州帝国大学卒、同大学院修了。
  - 福岡学芸大学・福岡教育大学教授。
  - 逝去日をもって紺綬褒章正四位勲三等旭日中綬章を受賞。
- 都築貞枝 (1901年4月21日-1987年10月20日)
  - 頼助の妻。徳島県名西郡石井町生まれ。
  - 元看護婦
  - 実践女学校専門部家政科卒。
  - 1948年、戦後では全国初となる公立高校の女性校長に就任。福岡県立筑紫中央高等学校、福岡県立西福岡高等学校校長などを歴任。
  - 1974年、勲三等宝冠章叙勲。
  - 1987年、逝去日をもって、従四位に叙せられ、昭和天皇から銀盃一個を賜与される。

### 学長
- 都築仁子

## 施設
- 本館（講義棟）
  - 講義室
  - 研究室
  - 事務室
  - 就職相談室
  - カフェテリア
- 新館（実習棟）
  - 研究室
  - 模擬病棟
  - 模擬病院薬局
  - 模擬保険薬局
  - 医薬品情報室
  - 服薬指導実習室
  - 薬物血中濃度解析室
  - 調剤実習室
  - 製剤実習室
  - 無菌製剤実習室
  - 化学系実習室
  - 生物系実習室
  - 物理系実習室
  - 衛生系実習室
  - 情報処理演習室
  - 中央機器室
  - RIセンター
  - 講義室
- 厚生会館
  - 1F　食堂、書店（紀伊国屋書店）
  - 2F　大講義室
  - 3F　学生ロッカールーム
  - 4F　体育館
  - 5F　大音楽会館
- 図書館本館
  - 玄関ロビー
  - 事務室
  - 閲覧室（1F～3F）
  - 大閲覧室
  - 国試情報センター
- 実験動物飼育施設
- 薬草園
- 女子専用学生寮（ゲストハウス）
- 看護学部棟
- ハイジア棟

## 学部・学科
- 薬学部
  - 薬学科（6年制）
  - 漢方薬学科（6年制）
  - 薬科学科（4年制）（2022年4月開設）
    - 医療データ科学専攻
    - 生命医科学専攻
- 看護学部
  - 看護学科

## 大学院
- 薬学研究科
  - 薬学専攻（博士課程（4年制））

## 第三者評価
- 2018年3月に公益財団法人日本高等教育評価機構により、機構が定める大学評価基準に適合していると認定された。

## 薬剤師国家試験結果
- 第105回（令和2年）薬剤師国家試験での新卒合格率は94.59％（入学定員173名中、国家試験受験者：74名、合格者：70名）、第104回（平成31年）では74.12％（入学定員173名中、国家試験受験者：85名、合格者：63名）であった。[1]

## サークル活動
- 九薬連大会（九州薬科大学連盟大会）や、九州地区大学体育大会に参加している。

### 運動部
- 硬式テニス部
- 軟式テニス部
- バスケット部
- バレーボール部
- ワンダーフォーゲル部
- 卓球部
- 野球部
- 剣道部
- 柔道部
- 弓道部
- サッカー部
- バドミントン部

### 文化部
- 学術部
- 茶道部
- 写真部
- コーラス部
- ボードゲーム部
- 植物研究部
- 映画部
- 軽音楽部
- 学術部
- ボランティア部

### 同好会
- 起業同好会
- 総合スポーツ同好会
- おりがみ同好会
- マラソン同好会

## 行事
- 学園祭（薬大祭）

## 周辺環境
- 大学の周辺には、第一薬科大学付属高等学校、福岡第一高等学校、福岡市立春吉中学校、南市民センター・図書館、市立南体育館など、教育施設や文化施設が集中している。また、同区内には九州大学大橋キャンパス（芸術工学部）、純真学園大学、純真短期大学、福岡女学院大学、福岡女学院大学短期大学部がある。
- 九州中央病院（公立学校共済組合）、南区役所に近い。
- 最寄りの駅（西鉄高宮駅）から天神（福岡市中心部）までの電車での所要時間は、約5分である。

## 交通
- 西日本鉄道天神大牟田線高宮駅から徒歩約10分
- バス停 薬大前
- JR博多駅から車で約15分
- 福岡空港から車で約20分
- 天神から車で約15分

## 附属施設
- RIセンター・・・第一薬科大学新館（実習棟）内
- 中央機器室・・・第一薬科大学新館（実習棟）内

## 連携施設
- 教育・研究・研修等に関する協定を締結している施設
  - 九州中央病院（公立学校共済組合）
  - 福岡赤十字病院（日本赤十字社）
  - 飯塚病院（株式会社麻生（グループ））

## 国内の教育・学術交流協定及び推薦入学協定調印校
- 国立大学法人北陸先端科学技術大学院大学

## 海外の交流協定調印校

### アメリカ
- デュケイン大学
- ハワイ大学

### イタリア
- カラブリア大学薬学部

### 中華人民共和国
- 上海中医薬大学
- 遼寧中医薬大学
- 瀋陽薬科大学

### 台湾
- 台北医学大学薬学部
- 中国医薬大学
- 国立陽明大学

### ベルギー
- アントワープ大学薬学部

### ポーランド
- AGH科学技術大学
- ヤギェウォ大学薬学部

## 主な系列校
- 日本薬科大学
- 日本経済大学
- 神戸医療未来大学
- 第一工科大学
- 横浜薬科大学
- 福岡こども短期大学
- 第一幼児教育短期大学
- 第一薬科大学付属高等学校
- 福岡第一高等学校
- 鹿児島第一高等学校
- 鹿児島第一中学校
- リンデンホールスクール小学部
- リンデンホールスクール中高学部

## 著名な出身者
- 菅良二（愛媛県今治市長）
- 峰達郎（佐賀県唐津市長）
- 片峯誠（福岡県飯塚市長）
- 林葉直子（元女流棋士、作家）※中退